# Ejnar Haglund

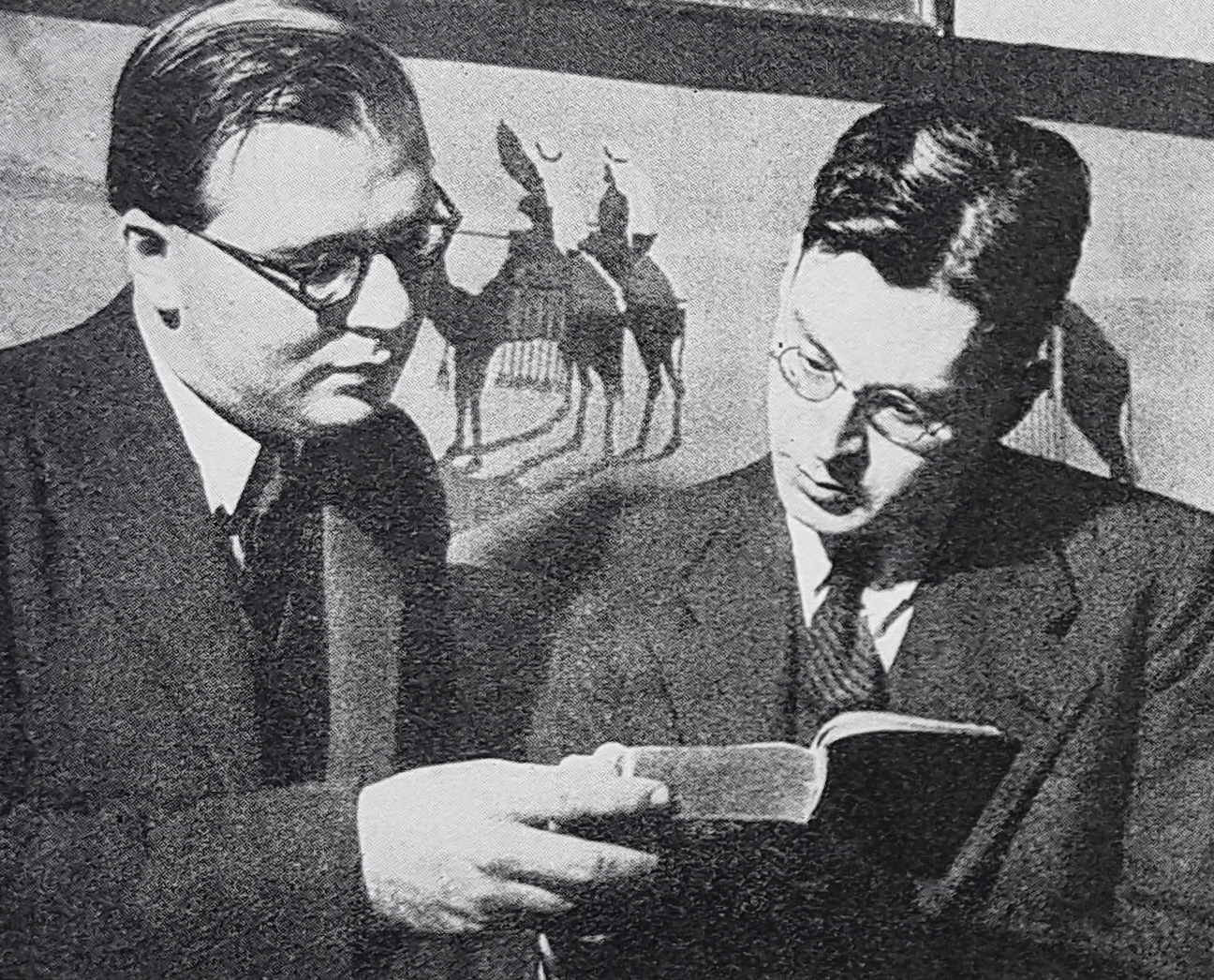
Ejnar Haglund och Gösta Knutsson 1939.

Ejnar Emil Patrik Haglund, född 31 mars 1905 i Stockholm, död 12 augusti 1991 i Uppsala, var en svensk latinist och radio- och TV-personlighet. Han kallades ofta "mannen som vet allt" eller "allvetaren", och ägde ett enastående minne; det sades att han aldrig glömde något han läst.

## Biografi
Haglund, som var son till professor Patrik Haglund, avlade filosofie licentiatexamen i latin vid Uppsala universitet 1933. Han förekom flitigt som radioröst i Sveriges Radio under 1930- och 40-talen, och kunde även ses på film i mindre roller. Han deltog mycket framgångsrikt i frågesport i radio och TV ända fram till 1980-talet.
Han var mycket kunnig inom klassisk musik, och hade absolut gehör. Han framträdde som konsertpianist, och var särskilt känd som en skicklig Schubert-tolkare, samt var domare i musikfrågesportprogrammet Musikfrågan Kontrapunkt i Sveriges Television hos Sten Broman. Han var även känd som en mycket rutinerad pianoackompanjatör till Gluntarne i Uppsala, och medverkade på många skivinspelningar av dessa.
Haglund var god vän och ständig följeslagare till Gösta Knutsson, mannen bakom Pelle Svanslös, och var där förebilden till katten Murre från Skogstibble. Fram till sin död var han aktiv i olika studentföreningar i Uppsala, särskilt Juvenalorden och Östgöta nation.
Ejnar Haglund är begravd på Matteus begravningsplats i Norrköping.

## Utmärkelser
- 1963 – Hedersledamot vid  Östgöta nation i Uppsala [6]
- 1973 – Uppsala kommuns hederstecken [7]
- 1985 – Hedersdoktor vid Uppsala universitet [8]

## Filmografi
- 1940 – Gentleman att hyra
- 1941 – Den ljusnande framtid
- 1951 – Hon dansade en sommar